# Enkarni Genua
Enkarni Genua Espinosa (San Sebastián, 15 de abril de 1942) es una escritora española, especializada en teatro de títeres, su trayectoria profesional se ha centrado en la literatura infantil y juvenil, como autora de cuentos, obras de teatro, obras de títeres didácticas y dramáticas.

## Trayectoria
Una de las primeras actuaciones de guiñol en euskera se documenta el 20 de setiembre de 1771, en las fiestas de San Sebastián, llevando a escena la obra Aupa xoruak. Con ese precedente como referencia histórica, en la década de 1960, Enkarni, licenciada en Filosofía y Letras por la Universidad de Deusto, tomó parte en varios grupos de teatro, experiencia que en la siguiente década le serviría de bagaje para participar y poner en marcha proyectos infantiles en euskera. Sus primeros personajes fueron el lobo Vicente y Caperucita y algunos de sus trabajos se inspiraron en el folklore tradicional vasco, recuperando la obra de autores como Azkue y Barandiaran.
En el año 1971 creó con Manuel Gómez el grupo de títeres Txotxongilo Taldea. El 12 de diciembre de 1975, coincidiendo con la emisión por RTVE de Euskalerria, primer programa con contenido en euskera de media hora de duración, Gómez y Genua participaron en la grabación de una de sus secciones de contenido infantil.
En el año 1982 junto a los miembros del Centro de Iniciativas de Tolosa, puso en marcha el Festival Titirijai (Festival Internacional de Títeres de Tolosa). Colabora como asesora con esta entidad en la organización de actividades y en el proyecto desarrollado por el Centro Internacional del Títere de Tolosa (TOPIC). Ha publicado una veintena de discos de cuentos y canciones infantiles.
En 2013 su compañía de títeres recibió la Medalla al Mérito Ciudadano del Ayuntamiento de San Sebastián.

## Obra literaria

### Literatura infantil y juvenil
- Txispa eta bere lagunak ikastolan (Txispa y sus compañeros en la escuela) (1971, inédito)
- Txispa eta Katarin (Chispa y Katarin) (1972, inédito)
- Aupa txoruak, Altza Felipe Tru la lai (Arriba los locos) (1973, inédito)
- Jaxinto eta Joxepa (1974, inédito)
- Sugea, gizona eta azeria (La serpiente, el hombre y el zorro) (1978, revista Ipurbeltz, Erein)
- Behin batean Txindoki maldan (Érase una vez en la landera del monte Txindo) (1978, revista Ipurbeltz Erein)
- Erreka Mari, Euskalerriko azken lamina (Erreka Mari, la última lamia del País Vasco) (1979, Erein)
- Zezena plazan (En la plaza de tor) (1980, Erein)
- Txotxongilo eskolan (El teatro de marionetas en el escue) (1982, Erein)
- Printze txikia (El Principito) (1983, Erein), basada en la obra de Antoine de Saint-Exupéry
- Antzerti. Títeres, guiones y técnicas para hacer títeres. (1983 Gobierno Vasco)
- Amonaren ipuinak (Los cuentos de la abuela) (1983, Gobierno Vasco)
- Zezena plazan (El toro en la plaza) (1986, Erein)
- Ipurtargi: hondarrezko gaztelua (La luciérnaga: el castillo de arena) (1986, Erein)
- Ipurtargi: txori txiki polit bat  (1986, Erein)
- Altxor bat patrikan (Un tesoro en el bolsillo) (1988, Erein)
- Ipurtargi: azken eta putz xagutxoak (1989, Erein)
- Ipurtargi: udazkeneko haizea (1989, Erein)
- Itsasminez (1990, Erein)
- Gizona sugea... (1991, revista Ipurbeltz, Erein)
- Bene-benetan... katua berbetan. Dramatización, material para el aprendizaje, 6 cuadernos de trabajo. (1992-1994 Elkar-GIE)
- Herensugea (1993, Erein)
- Zatoz! : Tolosara txotxongiloak ezagutzera (1993, Centro de Iniciativas de Tolosa y Diputación de Guipúzcoa)
- Galtzagorriak (1994, Erein)
- Kalean gora, kalean behera'. Material educativo para juegos en euskera (2 libros)- (1995-1996 Elkar-GIE)
- Eman eta gero (1996, Erein)
- Orain... gure txanda da! (¡Ahora es nuestro turno!). Explicaciones sobre títeres (1997, Centro de Iniciativas de Tolosa)
- Ku-ku aitonaren erlojua (El reloj cucú del abuelo) (1998, Desclée De Brouwer)
- Gerta daiteke (Puede suceder) (1998, Ayuntamiento de Pamplona)
- Zabaldu oihala!, guion y orientaciones para hacer teatro (2001, Erein)
- Munstroak eta lagunak (Monstruos y compañeros) (2001, Erein)
- Gutiziak (Delicias) (2001, Txalaparta)
- Zatoz lehenbailehen! (¡Ven cuanto antes!) (2004, Erein)
- Elurrezko panpina (El muñeco de nieve) (2005, Erein)
- Katu gaiztoak ez dira gaiztoak (Los gatos malvados no son malvados) (2005, Erein)
- Altxor bat esku artean: txotxongiloak  (Un tesoro entre las manos: los títeres) (2009, Erein)
- Zergatik bizi da basoan Txangorritxoren amona? (¿Por qué vive en el bosque la abuela de Caperucita?) (2006, Erein)
- Kontu kontari (33+3 años) (Contando cuentos) (2006, Erein)
- Hitzen lapurra títeres en verso (2008, Lanku)
- Altxor bat eskuetan: txotxongiloak, teorizazioa, historia, lan praktikoak (Un tesoro entre las manos: los títeres, teorización, historia y práctica) (2009, Erein)
- Mahatsak eta neskatilak ondu zireneko uda (El verano en el que maduraron las uvas y las niñas) (2010, Erein)

### Teatro
- Ostiralero afaria (La cena de todos los viernes) (2001, Fundación Kutxa)

### Discos
- Erreka Mari (1978, OTS/Hg)
- Printze txikia (1984, IZ)
- Zezena plazan (1984, IZ)
- Erreka Mari (1985, IZ)
- Sugea, gizona eta azeria (1985, IZ)
- Sar dadila kalabazan - 8 disko - (1985-1989, IZ)
- Ipurtargi I (1986, IZ)
- Altxor bat patrikan (1987, IZ)
- Ipurtargi II (1988, IZ)
- Txotxongilo kanta sorta (1988, IZ)
- Kuttun kuttuna - 2 disko - (1990-1991, IZ)
- Xirimiri (1991, IZ)
- 25 urte zuekin (1996, IZ)

### Literatura para adultos
- Gutiziak (Delicias) (2001 Txalaparta)

## Premios
- 1980- Premio Ercilla.
- 1985- Primer Concurso de Ópera Infantil, con la obra Erreka Mari y música de Juan Cordero Castaño.
- 1997- Concurso de Teatro Infantil en euskera de la Escuela Navarra de Teatro.
- 2001- Premio Ciudad de San Sebastían de Teatro en Euskera.
- 2007- Premio Victoria Eugenia a la Trayectoria en Artes Escénicas.